# فلوئورسین ایزوتیوسیانات
فلوئورسین ایزوتیوسیانات (به انگلیسی: Fluorescein isothiocyanate) با فرمول شیمیایی C۲۱H۱۱NO۵S یک ترکیب شیمیایی با شناسه پاب‌کم ۱۸۷۳۰ است. که جرم مولی آن ۳۸۹٫۳۸۲ g/mol می‌باشد. 